# Kōji Yoshinari
Kōji Yoshinari (jap. 吉成 浩司, Yoshinari Kōji; * 19. Mai 1974 in der Präfektur Tokushima) ist ein ehemaliger japanischer Fußballspieler.

## Karriere
Yoshinari erlernte das Fußballspielen in der Schulmannschaft der Tokushima High School und der Universitätsmannschaft der Universität Tsukuba. Seinen ersten Vertrag unterschrieb er 1997 bei Gamba Osaka. Der Verein spielte in der höchsten Liga des Landes, der J1 League. 1998 wechselte er zum Zweitligisten Otsuka Pharmaceutical. Für den Verein absolvierte er 130 Spiele. Ende 2003 beendete er seine Karriere als Fußballspieler.